# Regina Galdino
Regina Galdino (São Paulo, janeiro de 1963) é uma atriz e diretora teatral brasileira.

## Como atriz
Formada pela Escola de Arte Dramática, EAD/ECA/USP, sua carreira de atriz é marcada pelo espetáculo Porca Miséria, escrito por Marcos Caruso e Jandira Martini), com direção do diretor ítalo-brasileiro Gianni Ratto. A peça trazia no elenco ainda Myriam Muniz, Miguel Magno, Renato Consorte, além de Caruso e Martini. Em cinema, Galdino atuou em Alô?!, de Mara Mourão.

## Como diretora teatral
Porém, é como diretora que sua carreira merece destaque. É diretora de alguns bem sucedidos espetáculos do teatro de São Paulo desde 1994, com destaque para:  
- Chá e Catástrofe, de Caryl Churchill, com tradução de Eliana Rocha, com Clarisse Abujamra, Selma Egrei, Chris Couto e Agnes Zuliani. Direção, cenografia e iluminação de Regina Galdino. Música original de George Freire e Daniel Grajew. Figurino: Eliana Rocha. Fotos: João Caldas Filho. Teatro Jardel Filho, Centro Cultural São Paulo.
- Casa de Bonecas - Parte 2, de Lucas Hnath, com Marília Gabriela, Luciano Chirolli, Eliana Guttman e Clarissa Kiste/Fabiana Gugli. Direção: Regina Galdino. Direção de Arte: Teodoro Cochrane. Trilha sonora de George Freire e Daniel Grajew. Iluminação: Domingos Quintiliano. Teatro Anchieta.
- Memórias Póstumas de Brás Cubas, de Machado de Assis. Adaptação, direção, cenografia e iluminação de Regina Galdino, com Marcos Damigo. Música original: Mário Manga. Direção musical, arranjos e trilha sonora: Pedro Paulo Bogossian. Gravação: Pedro Paulo Bogossian (piano e violão) e Jesum Biasin (percussão). Figurino: Fábio Namatame. Coreografia: Marcos Damigo. Consultoria de Movimento: Roberto Alencar. Execução cenográfica: Luis Rossi. Teatro Eva Herz.
- Operilda na Orquestra Amazônica, de Andréa Bassitt. Direção geral de Regina Galdino, com direção musical e arranjos de Miguel Briamonte. Com Andréa Bassitt, Elaine Giacomelli (piano), Cássia Maria (percussão), Clara Bastos (contrabaixo), Paula Souza Lima (violino), Joca Araújo (clarinete e flauta) e Joyce Peixoto (trombone). Prêmio APCA de Melhor Musical Infantil de 2013.[2]
- A Arca de Noé, concerto da Banda Sinfônica do Estado de São Paulo e Coral Infanto-juvenil da Escola de Música de São Paulo, com texto e narração de Andréa Bassitt. Direção de Regina Galdino, regência de Marcos Sadao Shirakawa e regência do coro de Regina Kinjo. Auditório do MASP e Sala São Paulo.
- Os Saltimbancos, concerto da Banda Sinfônica do Estado de São Paulo e Coral Infanto-juvenil da Escola de Música de São Paulo. Direção cênica de Regina Galdino, regência de Mônica Giardini e regência do coro de Regina Kinjo. Com o ator convidado Rubens Caribé e os solistas Beatriz Amado, Denise Yamaoka e Guilherme de Almeida. Auditório do MASP, Theatro São Pedro, Auditório do Ibirapuera e Teatro Sérgio Cardoso.
- O Jovem Príncipe e a Verdade, único texto infanto-juvenil de Jean-Claude Carrière. Direção geral de Regina Galdino, com composição e direção musical de Fernanda Maia. Com Gerson Steves, Leonardo Santiago, Daniel Costa e Amanda Banffy, acompanhados pelos músicos Rafa Miranda (piano) e Flavio Rubens (clarinete). [3]
- Idomeneo, Rè di Creta, de Wolfgang Amadeus Mozart e libreto de Giambattista Varesco, ópera em três atos. Direção cênica de Regina, com direção musical e regência de Rodolfo Fisher, os solistas Miguel Geraldi, Luisa Francesconi, Gabriella Pace, Janette Dornellas, Marcos Liesenberg e Sergio Righini, narração e adaptação de texto de Andréa Bassitt, Orquestra Municipal de São Paulo e Corais Lírico e Paulistano, no Teatro Municipal de São Paulo.
- As Pontes de Madison, de Robert James Waller, tendo no elenco Denise Del Vecchio, Marcos Caruso, Marcos Damigo e Adriana Londoño. A peça teve outros elencos em viagens pelo Brasil.
- Aprendiz de Maestro, de Andréa Bassitt - série de espetáculos com Andréa Bassitt,Cassio Scapin e a orquestra Sinfonieta TUCCA Fortíssima, sob regência do maestro João Maurício Galindo, na Sala São Paulo, contando para crianças a história da música erudita e da orquestra.
- Lenya , de Amir Labaki, com Mônica Guimarães.
- A Reserva, de Marta Góes, tendo no elenco: Irene Ravache, Patrícia Gaspar e Evandro Soldatelli.
- Trieiros - com Doró Cross Silva, Juçara Morais e Soraia Saide.
- Macbeth, de William Shakespeare, tendo no elenco Evandro Soldatelli, Marcos Suchara, Renata Zanetha, Ariel Moshe, Imara Reis, Jorge Cerrutti e outros. Prêmio APCA de melhor atriz para Renata Zanetha.
- As Turca - de Andréa Bassitt, tendo no elenco Cláudia Mello, Andréa Bassitt e Juçara Morais.
- Memórias do Mar Aberto - Medéia, Conta sua História - de Consuelo de Castro, tendo no elenco Cassio Scapin,Rubens Caribé, Leona Cavalli e outros.
- Intimidade Indecente - de Leilah Assumpção, com Irene Ravache e Marcos Caruso em sua montagem original. Prêmio APCA de melhor texto para Leilah Assumpção.
- Filhos do Brasil, de autoria de Andréa Bassitt, em parceria Regina. Prêmio Shell de Melhor Música para Pedro Paulo Bogossian em 2000, tendo no elenco Andréa Bassitt e Deborah Serretiello.
- Vestidos, de vários autores. Direção Geral. Direção de Interpretação e Seleção de Textos de Paulo Autran. Com Ariclê Perez, para o Projeto Solos de Teatro do SESC Ipiranga.
- Itinerário de Pasárgada, de Manuel Bandeira. Direção, Adaptação e Iluminação de Regina. Com a Cia. As Graças, para o Projeto Coração dos Outros, Saravá, Mário de Andrade!, do SESC.
- Memórias Póstumas de Brás Cubas - adaptação do romance de Machado de Assis de sua autoria, com o ator Cassio Scapin, ganhador dos Prêmios Shell e Apetesp de melhor ator em 1998. Prêmio Shell de melhor figurino para Fabio Namatame e Apetesp de melhor coreografia para Vivien Buckup.
- Sereias da Rive Gauche - de Vange Leonel, tendo no elenco Adriana Azenha, Malu Bierrembach, Nora Prado, Verlaine Pretto e outras.
- Amídalas, de Rodrigo Castilho e Marília Toledo, tendo no elenco: Marcelo Médici, Veridiana Toledo e outros. Infantil com músicas de Chico César. Prêmio APCA de Melhor Infantil em 2000.
- As Favoritas do Rádio - de autoria de Andréa Bassitt, Luciana Carnielli e Regina. Prêmio Jornada SESC de Teatro Musical em 1994, tendo no elenco: Andréa Bassitt, Luciana Carnielli, Gerson Steves e Cema dos Santos.

Regina Galdino foi também assistente de direção de Gianni Ratto, Myriam Muniz e professora de teatro na Oficina Cultural Amácio Mazzaropi e Escola de Teatro Célia Helena.